# غاري ميسون (ملاكم)
غاري ميسون (بالإنجليزية: Gary Mason)‏ مواليد 15 ديسمبر 1962 في جامايكا - الوفاة 6 يناير 2011 في لندن، إنجلترا، كان ملاكم بريطاني سابق صنّف ضمن فئة الوزن الثقيل.

## إحصائيات
خاض خلال مسيرته 38 نزالا، فاز في 37 ولم يتعادل وخسر في 1. فاز بالضربة القاضية في 34 نزالا.

## روابط خارجية
- غاري ميسون على موقع بوكس ريك (الإنجليزية) (registration required)